# Anaphalis pedicellatum
Anaphalis pedicellatum là một loài thực vật có hoa trong họ Cúc. Loài này được T.Anderson mô tả khoa học đầu tiên năm 1860.